# 萨梅罗朝圣所

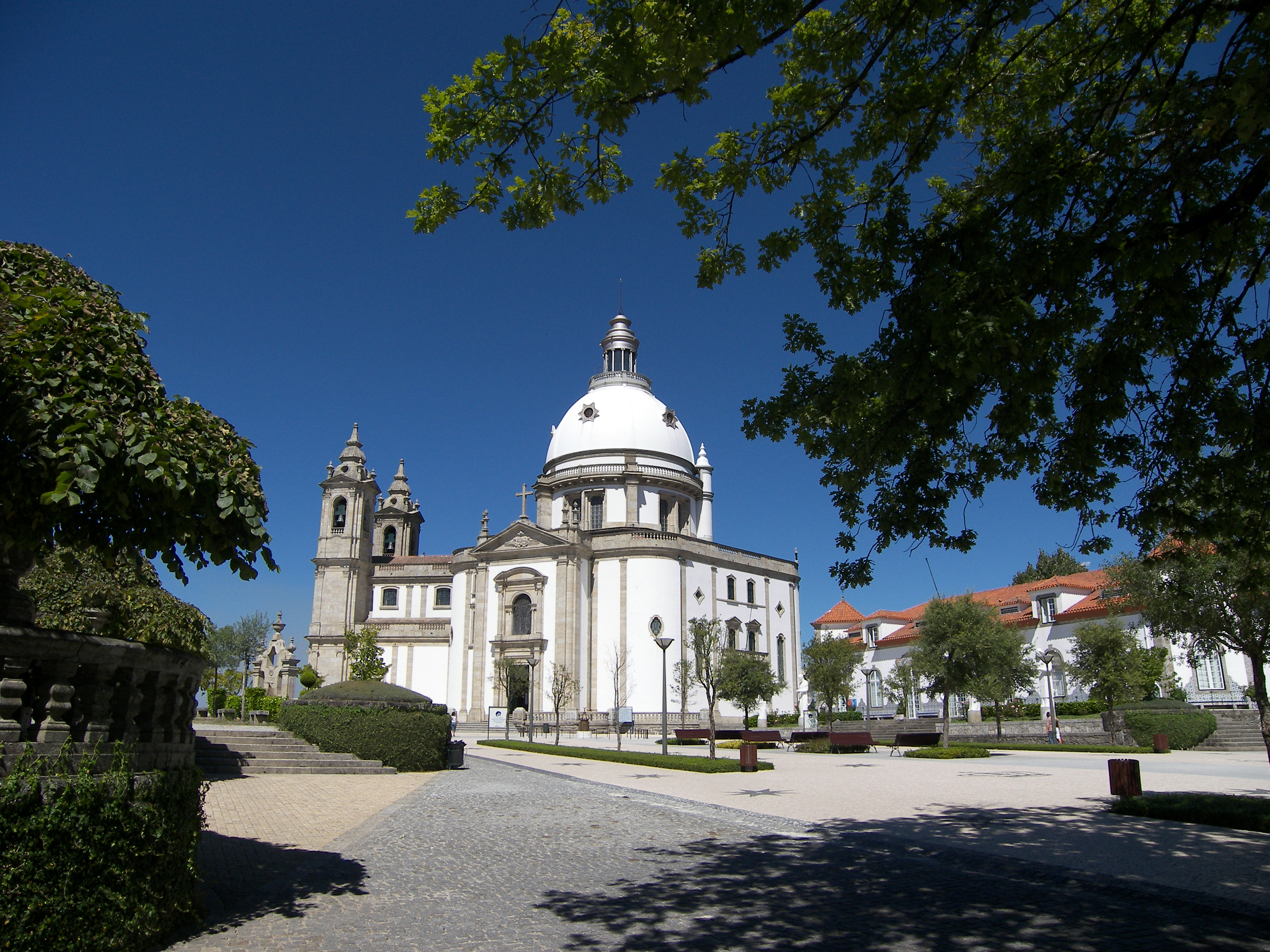
萨梅罗朝圣所

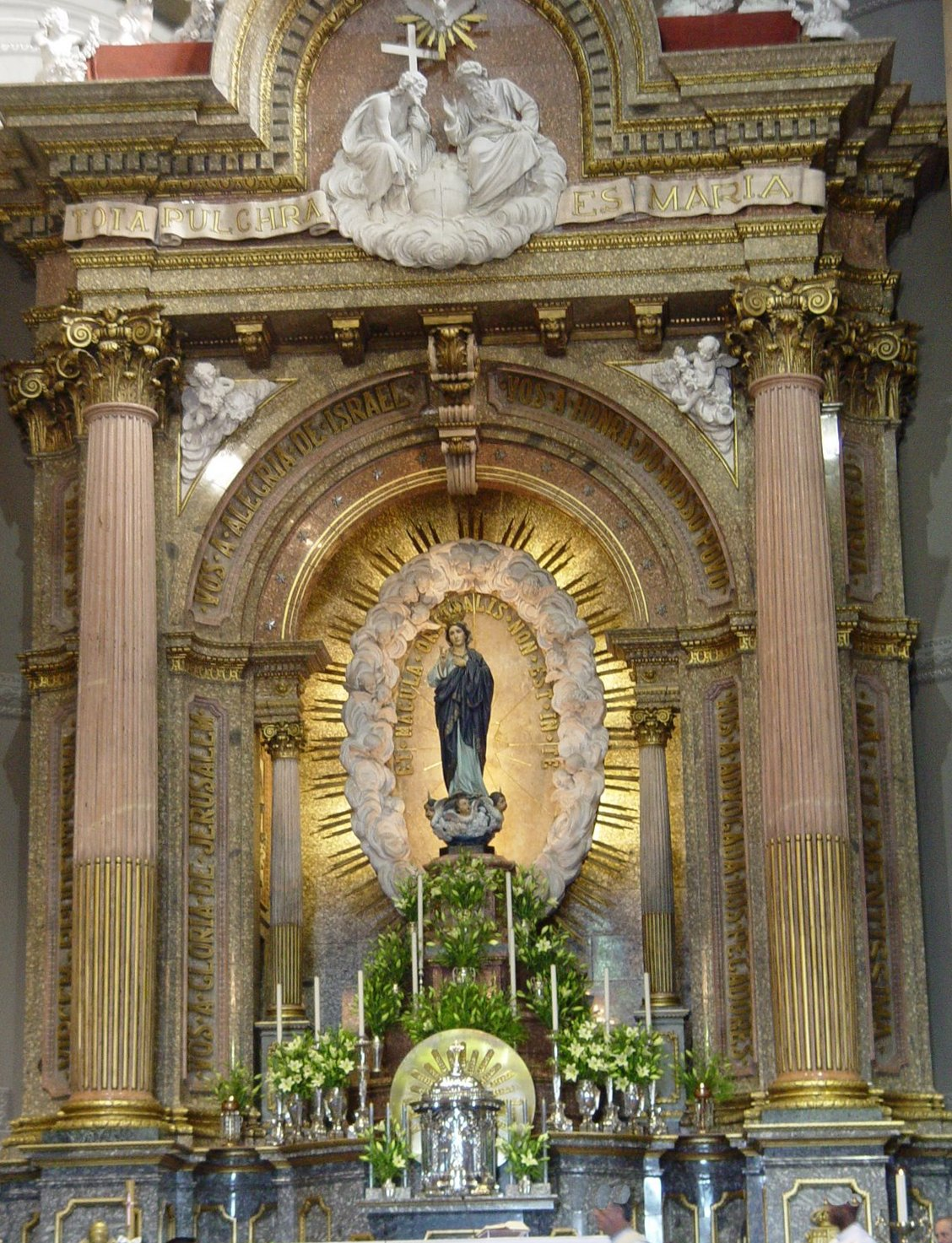
祭台上的萨梅罗圣母像

萨梅罗朝圣所（葡萄牙語：Santuário do Sameiro），或稱萨梅罗圣母朝圣所（Santuário de Nossa Senhora do Sameiro），是天主教的一座朝圣所，位于葡萄牙布拉加郊外。
这座圆顶教堂始建于1863年7月14日，其创建人是布拉加的神父安东尼奥·马迪诺·佩雷拉·达席尔瓦。这是葡萄牙第二大圣母朝圣地，仅次于法蒂玛。
1982年5月15日，教宗若望保禄二世访问了这个朝圣地。
41°32′31″N 8°22′11″W / 41.54184°N 8.36983°W